# 日向市立日知屋小学校
日向市立日知屋小学校（ひゅうがしりつ ひちやしょうがっこう）は、宮崎県日向市大字日知屋にある公立の小学校。

## 沿革
- 1946年9月9日 - 第一富高国民学校から分離、日知屋国民学校として開校。
- 1947年4月1日 - 富島町立日知屋小学校に改称。
- 1951年4月1日 - 富島町が岩脇村と合併し、日向市が発足。日向市立日知屋小学校に改称。
- 1973年4月1日 - 児童数の増加に伴い、大王谷小学校が分離。
- 1978年4月1日 - 児童数の増加に伴い、日知屋東小学校が分離。
- 現在 - 富島中学校と連携型による小中一貫教育[1]を行っている。

## 通学区域
日知屋小学校の通学区域には以下の区域が指定されている。
- 江良町
- 櫛の山団地
- 公園通り
- 新生町
- 高砂町
- 鶴町1丁目 - 3丁目の一部
- 原町

## アクセス
- バス：ぷらっとバス 東1コース「日知屋公民館」下車、徒歩3分

## 著名な出身者
- 青木宣親（プロ野球選手）